# Krysztopiwka (obwód charkowski)
Krysztopiwka (ukr. Криштопівка) – wieś na Ukrainie, w obwodzie charkowskim, w rejonie łozowskim, w hromadzie Błyzniuky. W 2001 liczyła 527 mieszkańców, spośród których 512 wskazało jako ojczysty język ukraiński, a 15 rosyjski.